# White River Entrance

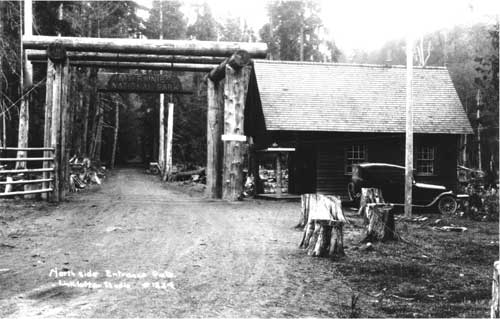
White River Entrance

Der White River Entrance (auch als White River Entrance Historic District bezeichnet) ist ein historischer Dreigebäudekomplex und ein Eingangsbereich des Mount Rainier National Park im US-Bundesstaat Washington. Das Portal liegt direkt östlich vom White River und westlich der Washington State Route 410. Das Gebiet, in dem sich die ebenfalls historischen Objekte White River Mess Hall and Dormitory, White River Patrol Cabin sowie die White River Bridge befinden, umfasst etwa 20 Hektar.
Das Design der Architektur ist rustikal ausgelegt. Das Fundament der Gebäude besteht aus Stein, die Mauern sind mit einer Holzfassade belegt, und das Dach ist mit Schindeln verlegt.
Laut National Register of Historic Places war dieses historische Distrikt von 1900 bis 1924 von besonderer Signifikanz und wurde am 13. März 1991 vom National Register of Historic Places mit der Nummer 91000177 aufgenommen.